# John Frum

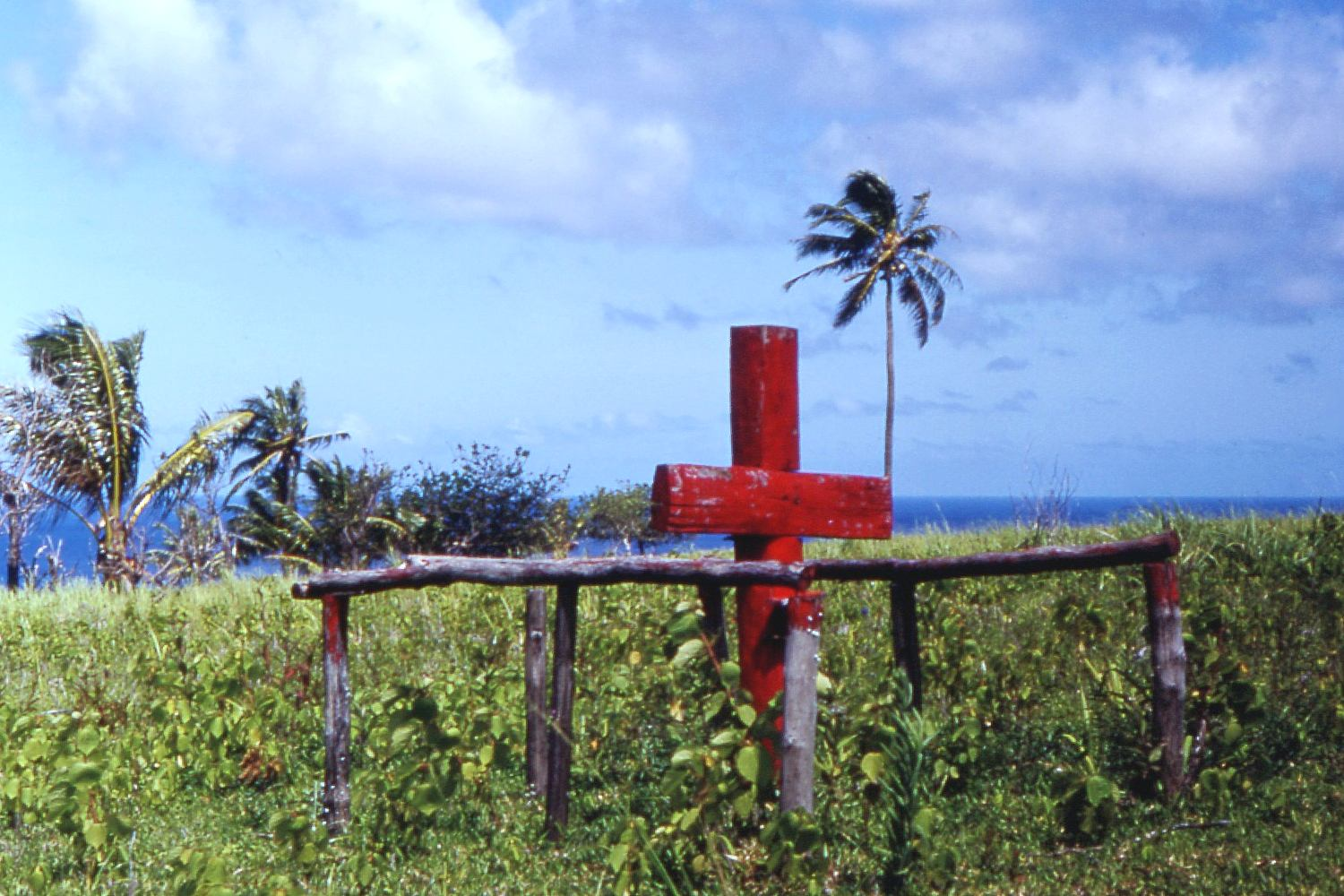
Cruz cerimonial do culto a John Frum

John Frum (ou Jon Brum, ou ainda John From) é uma figura associada aos culto à carga nas ilhas de Tanna, Vanuatu, na Melanésia. Ele é descrito como um soldado estadunidense da Segunda Guerra Mundial, que trará saúde e prosperidade para as pessoas que o seguirem. Por vezes, ele é retratado como sendo negro, por vezes como sendo branco.
O culto a John Frum começou por volta da década de 1930, quando Vanuatu era conhecida como Novas Hébridas. Não se sabe se esta religião surgiu espontaneamente ou se foi criada deliberadamente e não existe um registro preciso de que alguém de nome "John Frum" realmente tenha existido. O nome é considerado uma corruptela de "John from (America)", que os nativos ouviram dos oficiais durante a guerra, pois o sobrenome Frum é raro no mundo anglófono e não aparece em nenhum dos censos realizados entre 1851 e 1901 no Reino Unido, mas as variantes "Frumm", "Frumme" e "Fromme," são comuns em sobrenomes alemães e judeus.

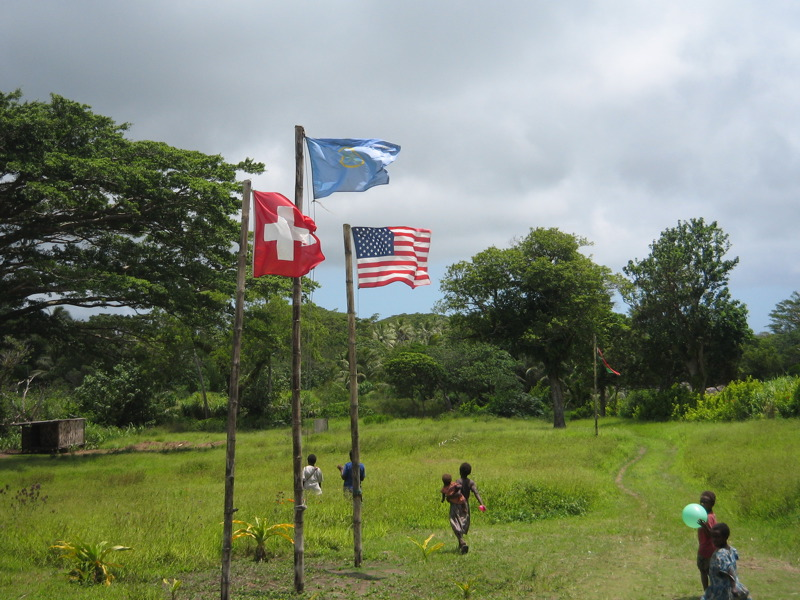
Hasteamento de bandeiras durante a cerimônia.

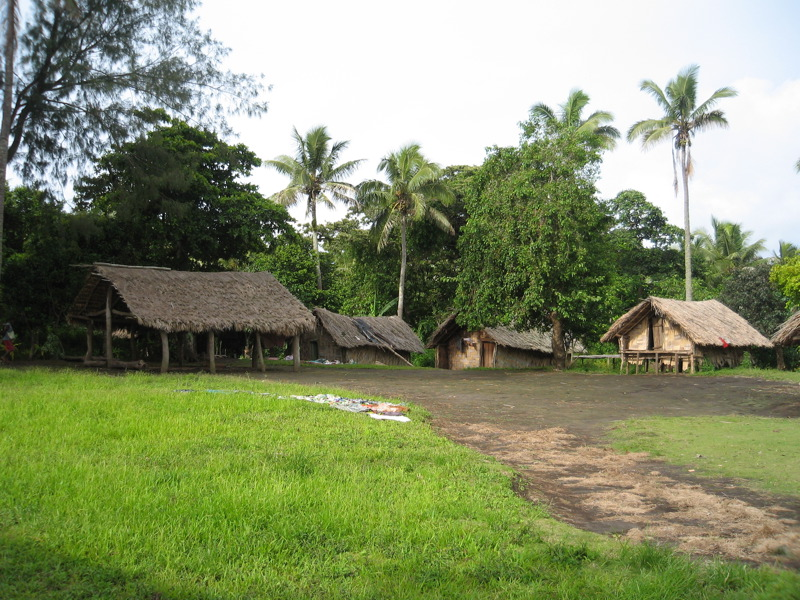
Área dedicada ao cerimonial.